# Ablepharus kitaibelii
Ablepharus kitaibelii är en skink som förekommer i Sydosteuropa och västra Asien.
Utbredningsområdet sträcker sig från Serbien och södra Rumänien över Grekland till centrala Turkiet. Mindre avskilda populationer hittas i gränsområdet Slovakien/Ungern, i Kroatien och Bosnien och Hercegovina. Arten vistas i låglandet och i bergstrakter upp till 2000 meter över havet. Habitatet utgörs av buskskogar, gläntor i skogar samt ängar. Individerna gömmer sig gärna i lövskiktet, under träbitar, stenar eller under rötter.
Denna ödla blir upp till 11 cm lång. Födan utgörs av insekter och spindeldjur.
Honan lägger två till fyra ägg per tillfälle.
Lokalt kan beståndet hotas av skogsavverkningar eller av skogsbränder. I utbredningsområdet förekommer flera skyddszoner. IUCN listar Ablepharus kitaibelii som livskraftig (LC).